# Erotyka (sztuka)

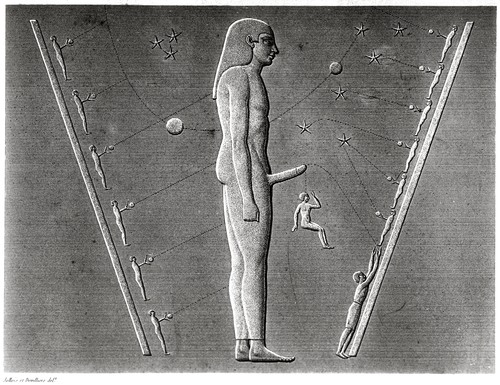
Klepsydra na grobie faraona Ramzesa VI. Dekoracje na grobowcu ilustrują cykl słoneczny i zaświatową podróż Słońca ku kresowi nocy.

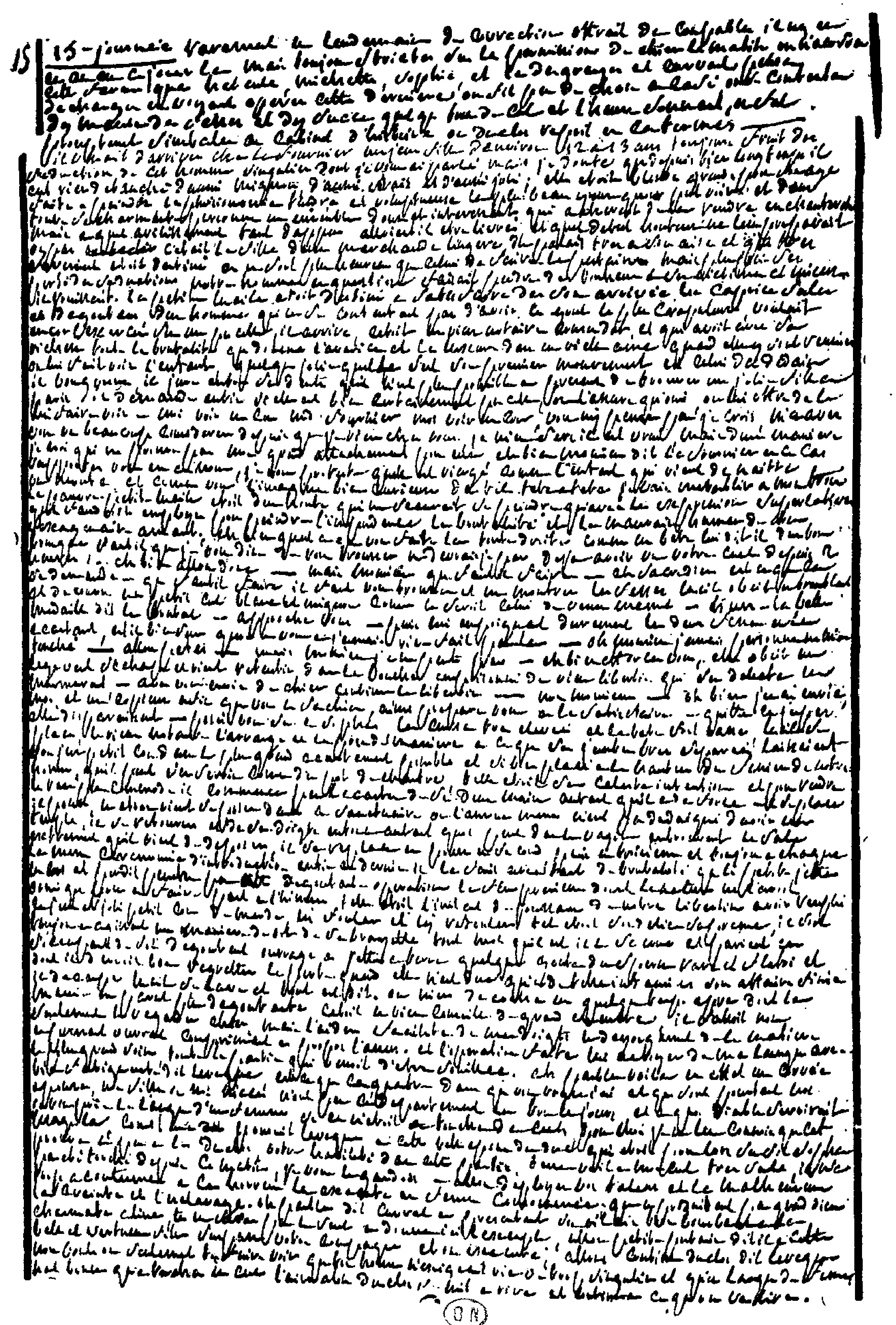
Markiz de Sade, „120 dni Sodomy, czyli szkoła libertynizmu”, strona rękopisu

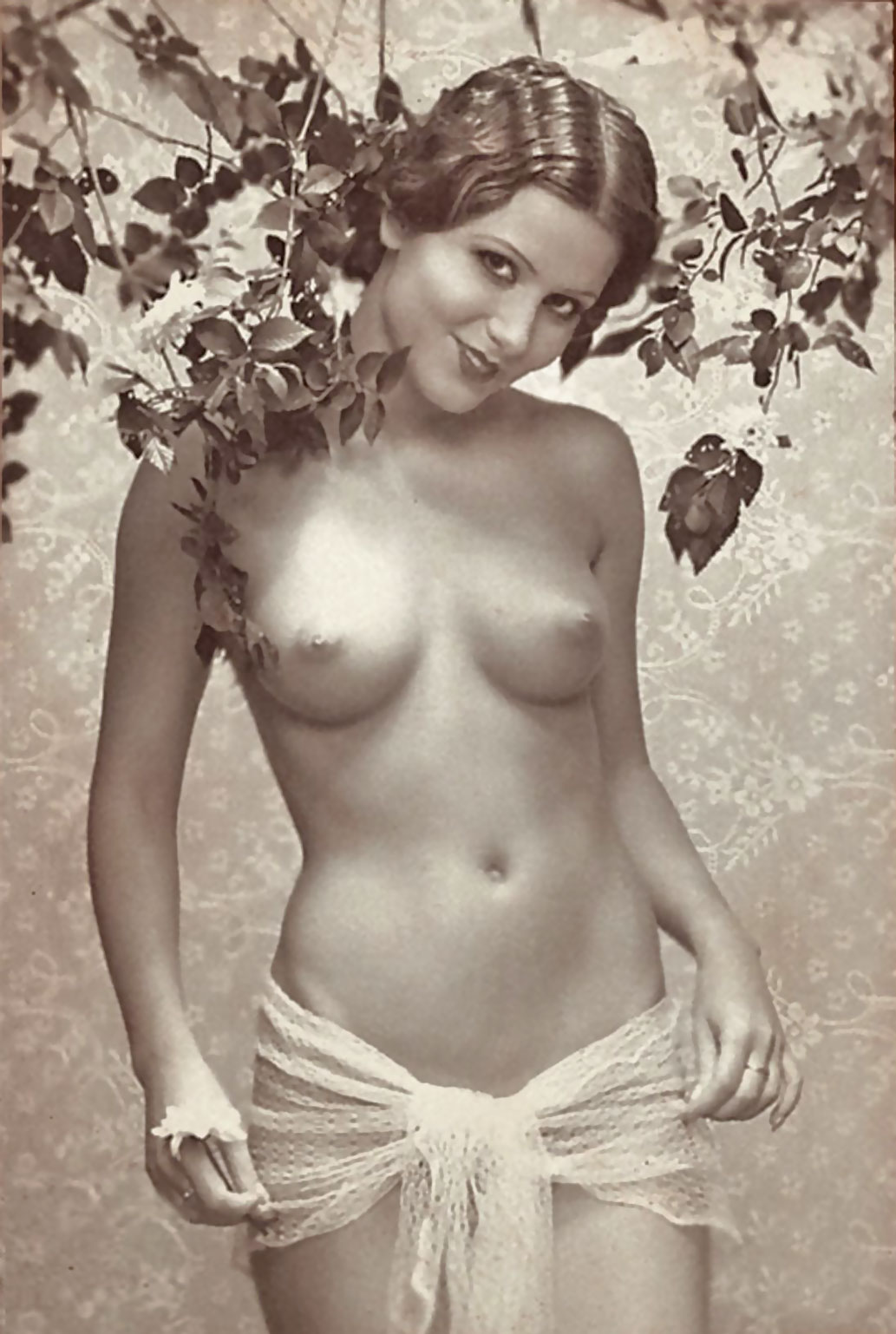
Erotyczna fotografia z lat 20. XX wieku.

Erotyka w sztuce (z gr. ἔρως, wym. eros – miłość) – jest jednym z przejawów sensualizmu, chociaż często jest też postrzegana jako nacechowana seksualnością, pożądaniem, wulgarnością oraz uwielbieniem ciała i mylona z pornografią. Reprezentatywnym wyrazem erotyki są szeroko pojęte dzieła sztuki (utwory literackie, fotografie, filmy, rzeźby i obrazy) dotyczące zmysłowości i miłości. W odróżnieniu od pornografii dzieła erotyczne przedstawiają seksualność człowieka bez dosłowności anatomicznych aktu seksualnego, choć granice bywają tu płynne i nie zawsze wyraźne. W twórczości niektórych artystów następuje często świadoma akcja zacierania tych granic estetyczno formalnych, np. u Toma z Finlandii czy Roberta Mapplethorpego.

## Erotyka w starożytności
Jedną z najstarszych znanych autorek sztuki o tematyce erotycznej jest grecka poetka Safona, która komponowała poezję do muzyki granej na lirze. Historycy przypisywali jej trzy wynalazki związane z muzyką (plektron – narzędzie do trzymania liry, pektis – rodzaj liry albo harfy, przeznaczonej dla kobiety, oraz skalę miksolidyjską), co wskazuje że była nie tylko poetką, ale także muzykiem, chociaż zapisy jej utworów muzycznych nie zachowały się. Nie wiadomo czy Safona była piśmienna. Jej utwory o charakterze erotycznym poruszają temat miłości, tęsknoty, zazdrości, samotności; niektóre noszą ślady różnych starożytnych rytuałów. Pojawiają się w nich mężczyźni, kobiety, bogowie i boginie. Postacią, która często uważana jest za wskazującą na homo- lub biseksualizm autorki, jest m.in. Atthis, młoda kobieta (na pewno młodsza od Safony) pojawiająca się w kilku wierszach, z których żaden nie zachował się w całości. Większość tłumaczy Safony jest jednak zdania, że przy interpretacji wszystkich wątków z zachowanej twórczości poetki musi być brana pod uwagę licencia poetica – tym bardziej, że nie jest znany ich dokładny kontekst. Anne Carson, autorka współczesnego tłumaczenia poezji Safony z oryginału (z dialektu eolskiego), w swojej własnej poezji również podejmuje czasem tematykę miłosną. W książce pt. Eros the Bittersweet (1986) prześledziła koncepcję „erosa” w starożytnej Grecji poprzez jego reprezentacje w poezji z tamtych czasów.

## Erotyka współcześnie
W literaturze znaną autorką nawiązującą do tematyki erotycznej i feministycznej jest Virginie Despentes, która zarazem kontestuje tradycyjną estetykę sztuki erotycznej. Jak sama zadeklarowała: „Piszę w imieniu brzydkich i dla brzydkich, starych, schłopiałych, oziębłych, niedorżniętych, pasztetowatych, histerycznych, steranych; dla wszystkich, które nie kwalifikują się na rynek super lasek.” Despentes porusza też problem traktowania gwałtu zarówno w kulturze, jak i w sztuce. Jej wypowiedzią na ten temat jest m.in. film pt. „Gwałt” (2000) na podstawie jej powieści pt. Baise-moi (1994). Główne role w filmie grały aktorki porno Raffaela Anderson i Karen Bach. Tak komentuje swoją wypowiedź artystyczną na ten temat: „Upieramy się traktować gwałt tak, jakby był on czymś niezwykłym i rzadkim, jakby wykraczał poza seksualną normę, jakby dało się go uniknąć. [...] Tymczasem jest całkiem odwrotnie, gwałt znajduje się w samym środku, w samym sercu naszej seksualności. Jest to najważniejszy rytuał ofiarniczy, wszechobecny w sztuce od czasów starożytnych, pojawiający się w literaturze, na pomnikach i obrazach, towarzyszący nam przez wieki. W ogrodach Paryża i w muzeach widzimy przedstawienia mężczyzn dopuszczających się gwałtu na kobietach.” W filmie King Kong (1933) Despentes dostrzega ilustrację erotyki i zmysłowości istniejącej poza heteronormatywną strukturą społeczeństwa, rozróżnieniem płci kulturowych oraz binarnym podziałem na męskość i kobiecość.
Tematykę zmysłowości, erotyki oraz relacji męsko-damskich i innych podejmuje także czeski fotograf Jan Saudek. Saudek wpisuje się w nurt fotografii inscenizowanej, gdzie nawiązuje się do technik stosowanych w filmie, malarstwie, a przede wszystkim w teatrze. Jak pisze Christiane Fricke we wstępie do albumu tego artysty: „Zamiast obserwować zachowanie danej osoby i w odpowiednim momencie odsłonić migawkę, Saudek wymyślał scenę, a potem zaczynał inscenizować ją przed obiektywem aparatu fotograficznego. Saudek na swój sposób kontynuował tradycję „tableau vivant” i „pose plastique”, które korzeniami tkwiły w rozrywkach osiemnastowiecznej arystokracji. Przejawy tej tradycji są zauważalne na dziewiętnastowiecznych oficjalnych fotografiach dzieci królowej Wiktorii”. Na jego fotografiach pojawiają się kobiety i mężczyźni w różnym wieku, o różnej budowie ciała; zazwyczaj nago albo półnago, z różnymi rekwizytami; fotografowani w suterenie artysty, przy świetle dziennym padającym z okna.
Innym artystą tworzącym głównie fotografię erotyczną jest Alva Bernardine, brytyjski fotograf pochodzący z Grenady. Oprócz fotografii (często znacznie przekształcanej w procesie cyfrowej postprodukcji) zajmuje się także sztuką wideo. Jego fotografie często podejmują temat uprzedmiotowienia kobiety, szczególnie we współczesnej kulturze popularnej; na przykład w cyklu „Forniphilia (Human furniture)”, gdzie modelki (rzadziej jest to model płci męskiej) pozują w charakterze mebli. W podobnej estetyce są dzieła Annie Sprinkle; amerykańskiej artystki, feministki i performerki. Podobnie jak Alva Bernardine, nie ma ona akademickiego wykształcenia w dziedzinie sztuki.

## Galeria

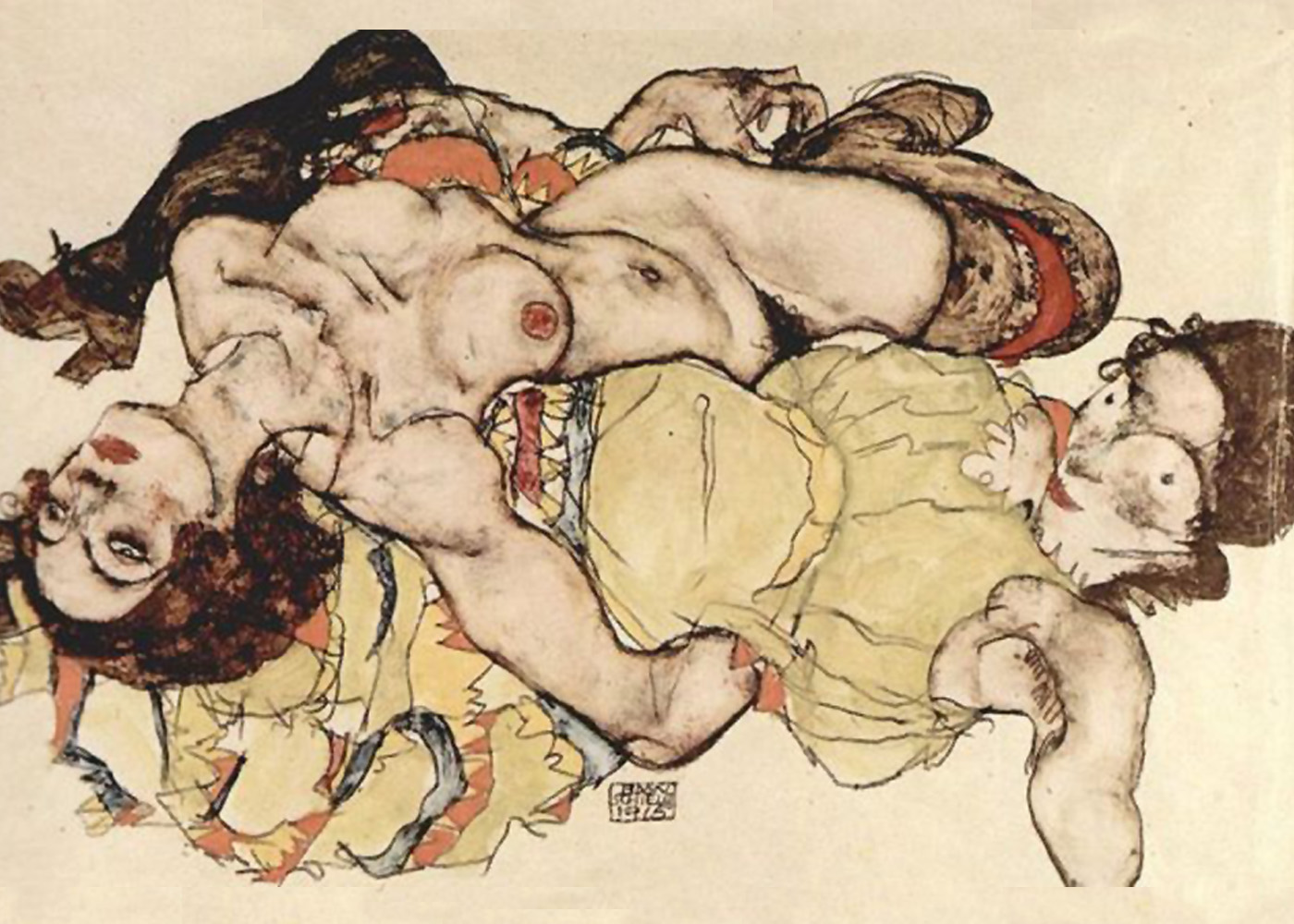
Egon Schiele, „Dwie kobiety”
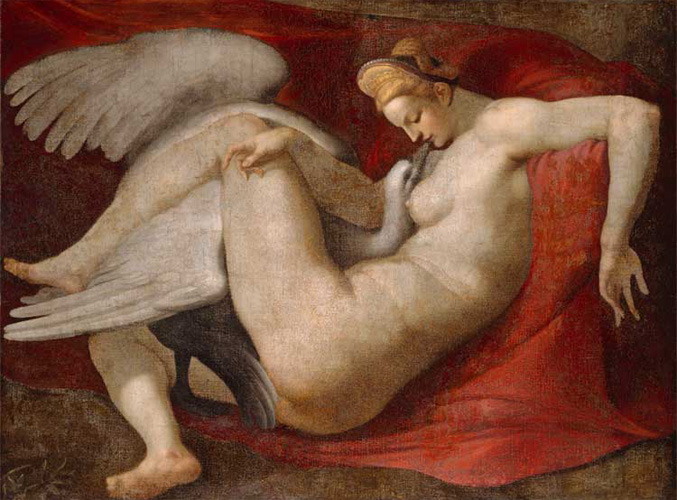
Leda z łabędziem, XVI-wieczna kopia obrazu Michała Anioła
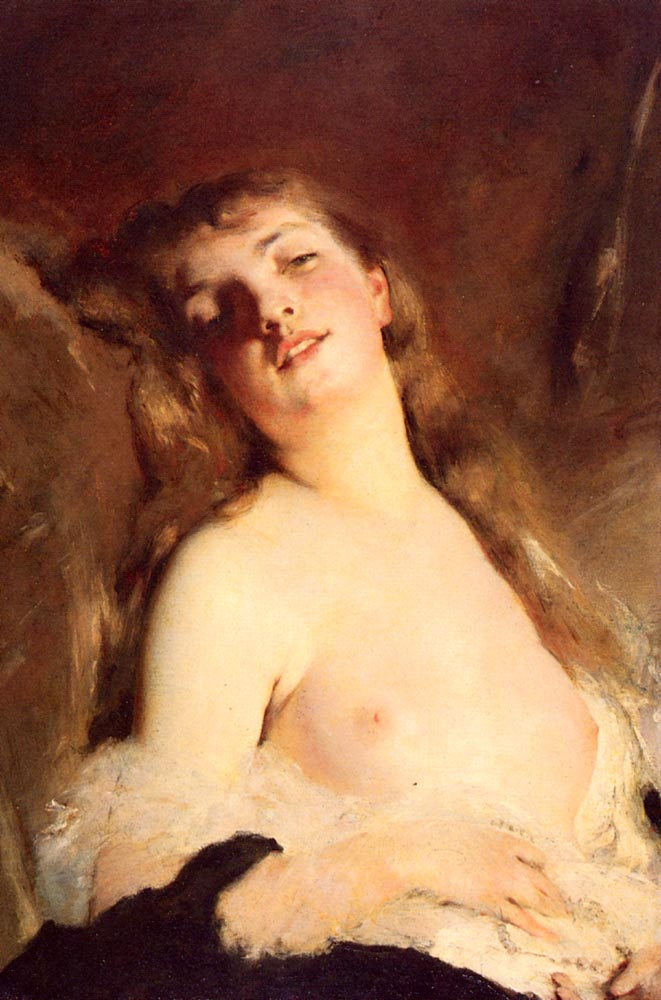
Portret młodej dziewczyny, płótno autorstwa C.J. Chaplin
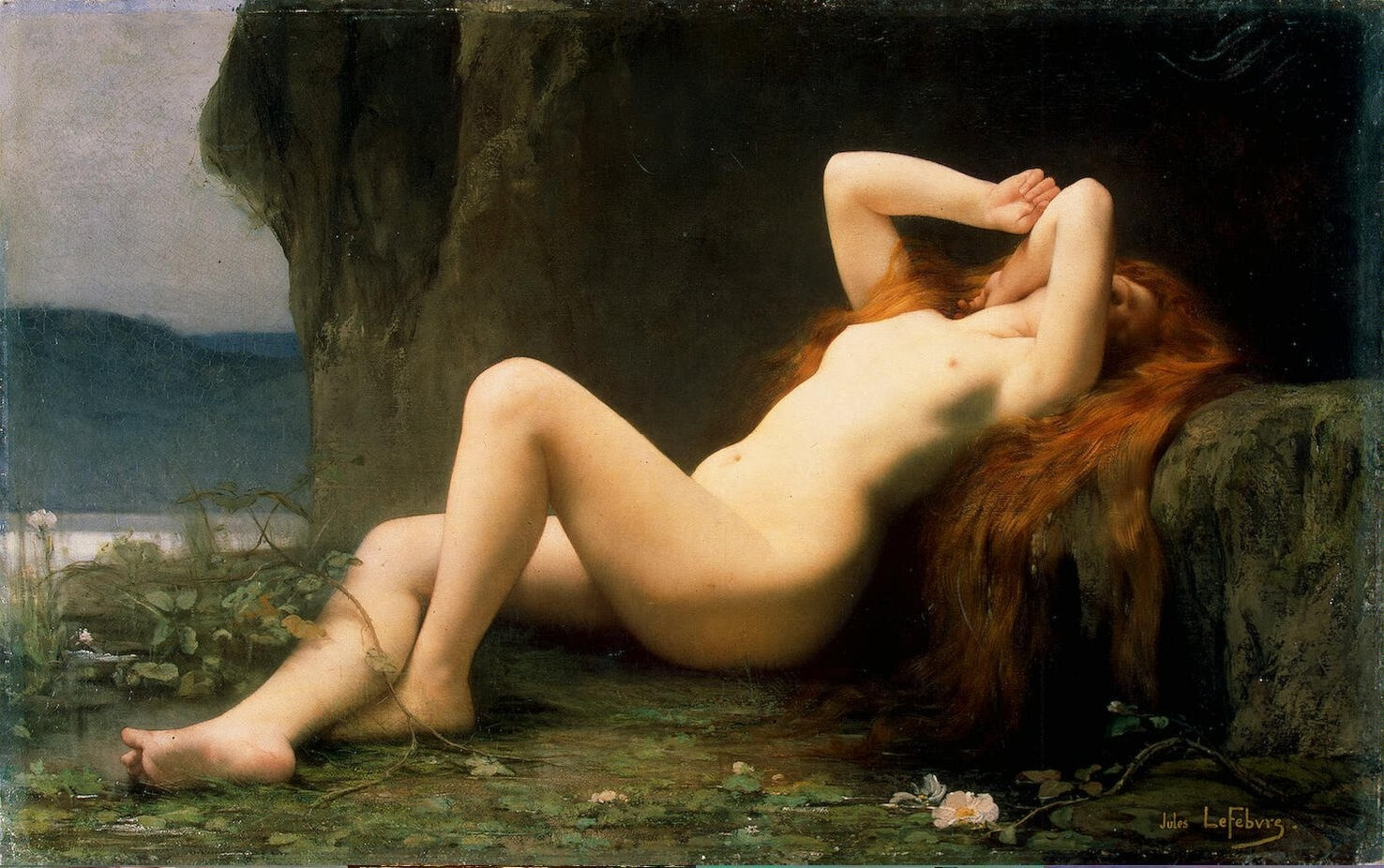
Maria Magdalena w jaskini, 1876, Ermitaż
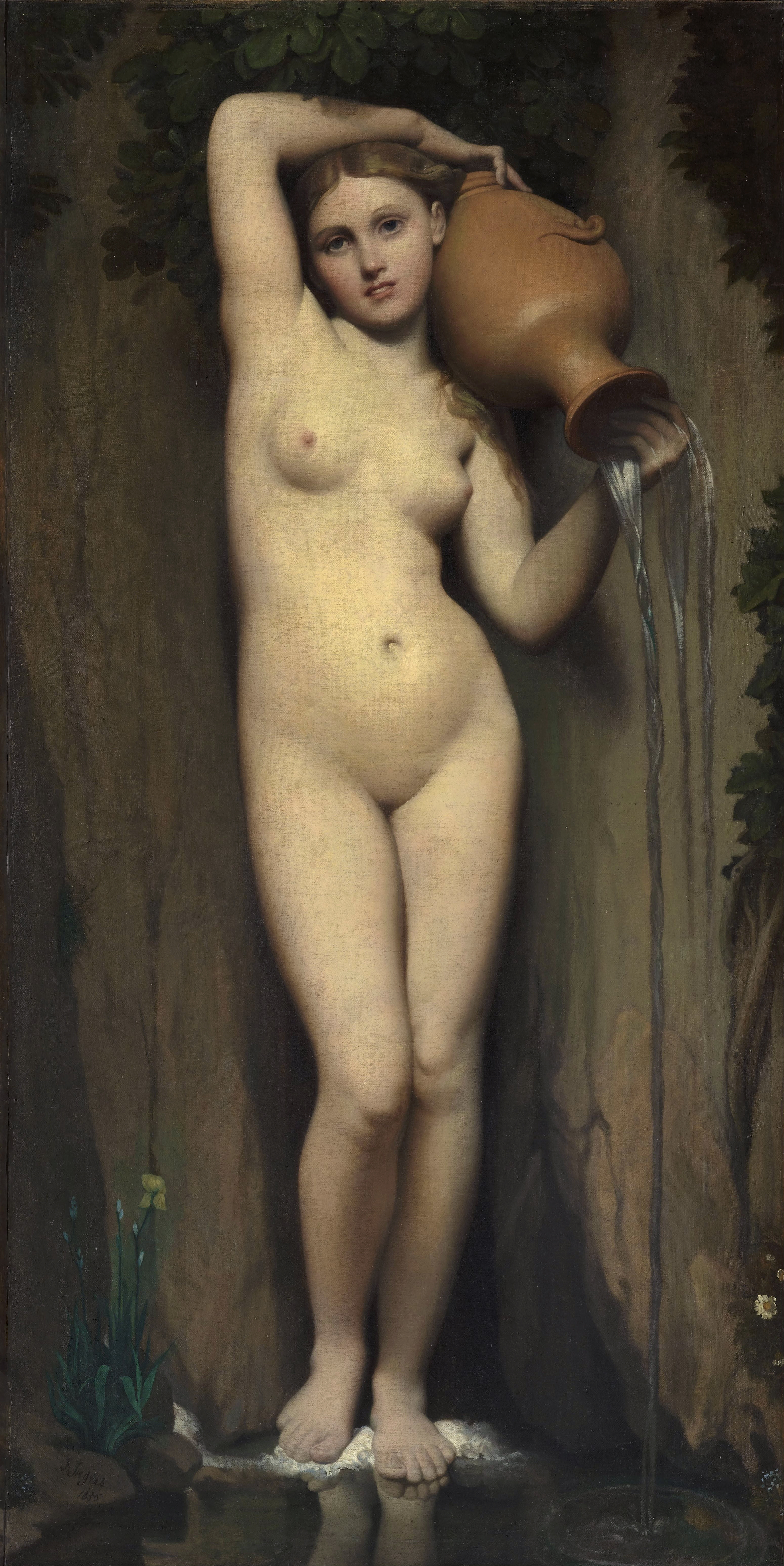
Źródło, obraz Jean-Auguste-Dominique Ingres, 1856